# NAO (робот)

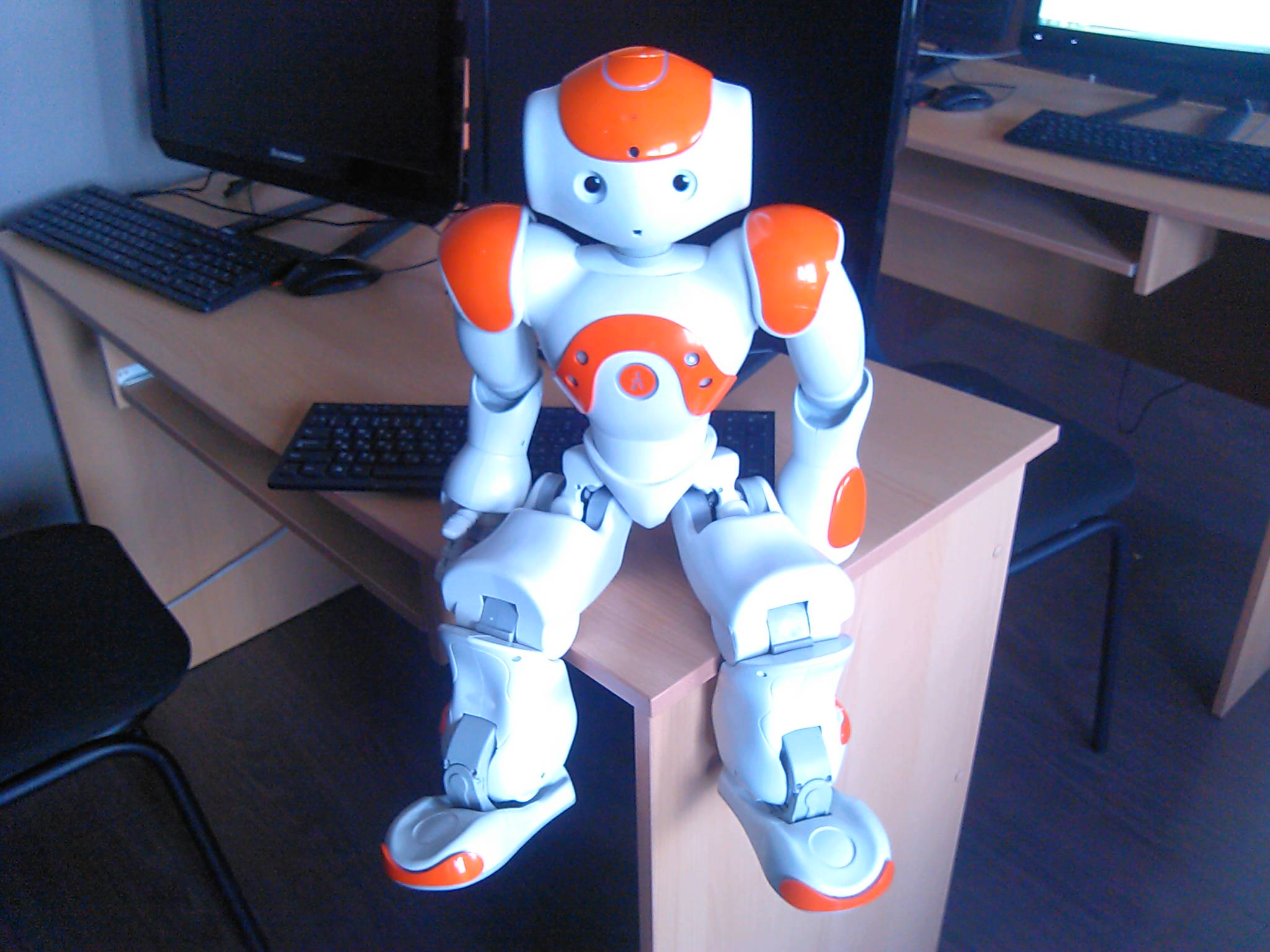
Робот в РГГУ

NAO (название произносится как now) — это автономный программируемый человекоподобный робот, разработанный компанией Aldebaran Robotics, штаб-квартира которой находится во Франции (Париж). Разработка робота началась с запуска Проекта NAO (Project NAO) в 2004 году. 15 августа 2007 года, робот NAO заменил робота-собаку Aibo компании Sony в международном соревновании по робофутболу RoboCup Standard Platform League (SPL). Также робот NAO принимал участие в соревновании RoboCup 2008 и 2009 года и был выбран в качестве базовой платформы для SPL на RoboCup 2010.
Учебная версия NAO была разработана для университетов и лабораторий для исследования и обучения. Для институтов эта версия была реализована в 2008, а позднее (к 2011) стала доступна для большинства. NAO вскоре начал использоваться в различных университетах всего мира, таких как Токийский университет, Индийский технологический институт Канпур (англ.) в Индии, Alfaisal в Саудовской Аравии. В декабре 2011 года Aldebaran Robotics произвела модель Nao Next Gen с расширением программного обеспечения и более мощным процессором, а также с камерами более высокого разрешения (HD)

## Технические характеристики
| Nao Next Gen (2011)     | Nao Next Gen (2011)                                     |
| ----------------------- | ------------------------------------------------------- |
| Рост                    | 58 см                                                   |
| Вес                     | 4.3 кг                                                  |
| Время автономной работы | 60 минут (активной работы), 90 минут (в обычном режиме) |
| Степени свободы         | от 21 до 25                                             |
| Процессор               | Intel Atom @ 1.6 ГГц                                    |
| Встроенная ОС           | Linux                                                   |
| Совместимые ОС          | Windows, Mac OS, Linux                                  |
| Языки программирования  | C++, Python, Java, MATLAB, Urbi, C, .Net                |
| Зрение                  | Две камеры HD 1280x960                                  |
| Связь                   | Ethernet, Wi-Fi                                         |